# Hardecourt-aux-Bois
Hardecourt-aux-Bois är en kommun i departementet Somme i regionen Hauts-de-France i norra Frankrike. Kommunen ligger i kantonen Combles som tillhör arrondissementet Péronne. År 2022 hade Hardecourt-aux-Bois 86 invånare.

## Befolkningsutveckling
Antalet invånare i kommunen Hardecourt-aux-Bois
| Referens: INSEE |